# Штёртебекер, Клаус
Клаус Штёртебекер (нем. Klaus Störtebeker, иногда нем. Klaas Störtebecker или нем. Claas Störtebeker, 1360, Висмар — 20 октября 1401, Гамбург) — пират, один из предводителей Виталийских братьев, ставший фольклорным персонажем в качестве прототипа «Робина Гуда».

## Легенды и источники
О молодости Штёртебекера нет достоверных сведений. По предположению историков, он может быть выходцем из Ротенбурга или Висмара. Так, в летописи Liber proscriptorum говорится, что в 1380 году двое жителей Висмара, одним из которых являлся некий Nicolao Stortebeker, были выдворены за пределы города за участие в жестоких драках. Эта запись считается одним из первых официальных упоминаний знаменитого пирата.
По одной из легенд, своё имя Штёртебекер получил за недюжинную способность выпить (нижненемецкое Störtebeker на современном языке означало бы «Stürz den Becher», призыв «пей до дна»). Этому поверью противоречит независимая от Клауса Штёртебекера распространённость имени на севере Германии. Впервые имя Клауса Штёртебекера упоминается в летописи Германа Корнера «Chronica novella» 1416 года и повторяется впоследствии Альбертом Кранцем в книге Wandalia в 1518 году.

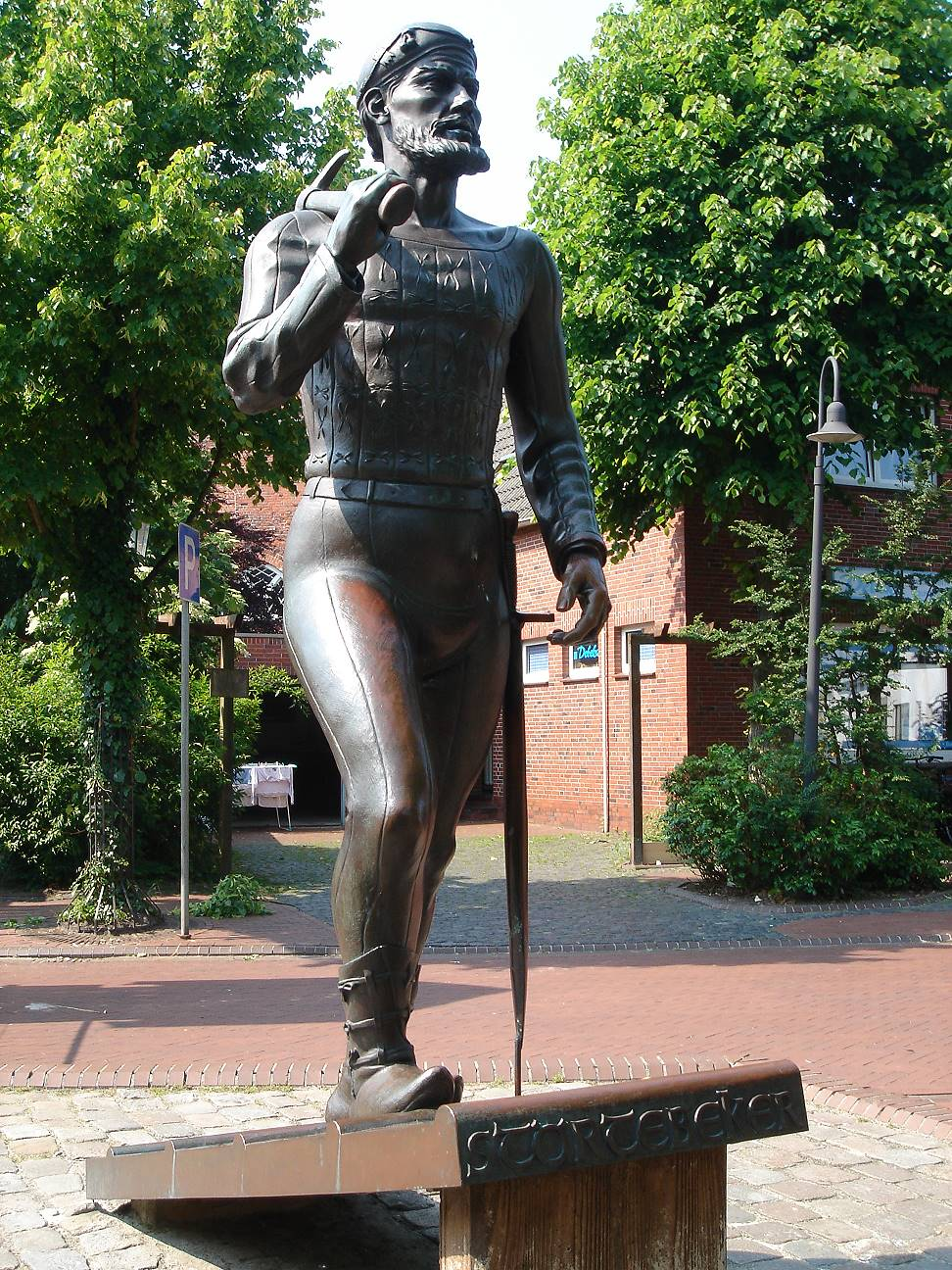
Памятник Штёртебекеру в городе Мариенхафе

В 1396 году в городе Мариенхафе капитан Штёртебекер женился на дочери фризского хофтлинга (вождя) Кено том Брока (Keno tom Brok). С тех пор колокольная башня церкви святой Марии носит название Störtebekerturm. В сегодняшние дни в городе установлен памятник Штёртебекеру (на иллюстрации).
В одном из документов от 15 августа 1400 года, в котором герцог Баварии закрепляет сотрудничество с Виталийскими братьями, фигурирует некто Johan Stortebeker, что стало поводом для предположений о настоящем имени Штёртебекера. Историкам известен выходец из Данцига Йохан Штёртебекер (Johann Störtebeker), живший как минимум до 1413 года.
В то же время Ганза пыталась наладить морскую торговлю с Англией и Голландией и защитить её от пиратства. 22 апреля 1401 года гамбургский флот одержал победу над Виталийскими братьями и взял Штёртебекера и его команду в плен. Полгода спустя, 20 октября 1401 года, все арестанты были казнены.
По одной из легенд, Штёртебекер попросил суд казнить его первым и помиловать всех матросов его команды, мимо которых его обезглавленное тело сможет пройти. Бургомистр согласился, и после удара палача тело Штёртебекера прошло несколько шагов мимо одиннадцати осуждённых пиратов с его корабля. Легенда гласит, что упал он только лишь потому, что споткнулся о выставленную палачом ногу. Однако бургомистр не сдержал своего слова и приказал казнить всех пиратов. Казнь проводилась палачом по прозвищу Meister Rosenfeld. Тот, получив похвалу за быстрое и безошибочное проведение стольких казней подряд, сгоряча заявил, что мог бы без передышки продолжить и казнить «хоть весь городской совет». За это его арестовали и самый младший член совета собственноручно обезглавил Розенфельда.
Головы пиратов были выставлены на всеобщее обозрение на набережной Эльбы. Тело Штёртебекера якобы было захоронено на острове Толлов (недалеко от Рюгена), однако доказательств этому нет. Вещи, принадлежащие пиратам, в том числе личная кружка Штёртебекера, пропали в пожаре 1842 года.

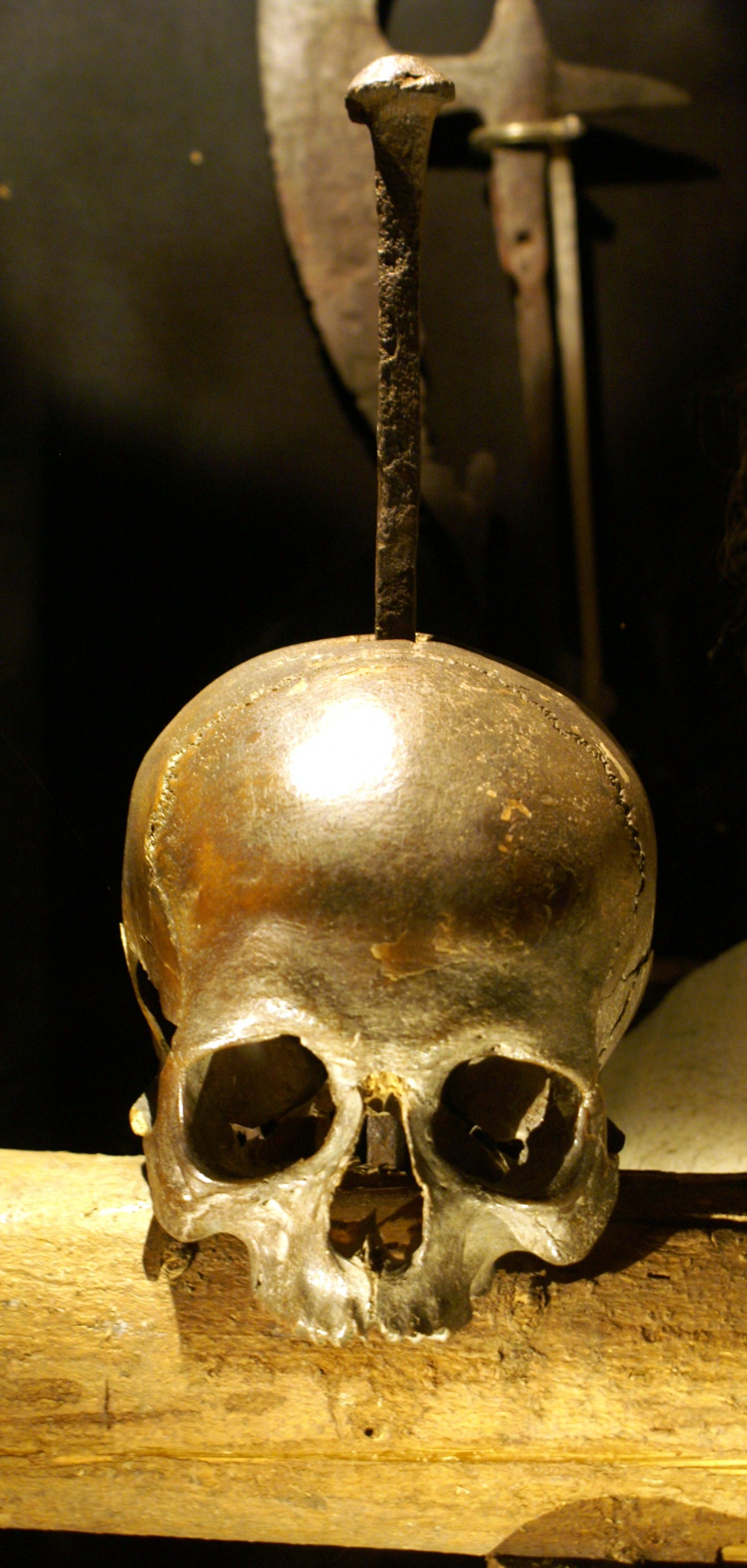
Череп безымянного пирата

Во время строительных работ в 1878 году в одном из многочисленных складских помещений Гамбурга был обнаружен череп человека, умершего около 1400 года. Череп был пронзён ржавым гвоздём, что стало поводом для предположений об останках Штёртебекера с набережной Эльбы. Череп хранился в историческом музее Гамбурга, откуда был похищен 9 января 2010 года. Происхождение черепа осталось неясным даже после проведённой в 2004 году экспертизы ДНК.
В 2007 году вышли результаты исследований, проведённых Грегором Романом во франкфуртском университете, опровергающие большинство легенд, и показывающие Йохана Штёртебекера, купца из Данцига, прожившего как минимум до 1413 года и никак не связанного с Виталийскими братьями. По мотивам этих исследований телеканал NDR выпустил документальный фильм «Истинное сокровище Штёртебекера» (нем. Der wahre Schatz des Störtebeker).

## Влияние на культуру
- Сохраналась песня пиратов Штёртебекера, которую исполняли моряки кригсмарине.

Der mächtigste König im Luftrevier
Ist des Sturmes gewaltiger Aar.
Die Vöglein erzittern, vernehmen sie nur
Sein rauschendes Flügelpaar.
Wenn der Löwe in der Wüste brüllt,
Dann erzittert das tierische Heer.
Ja, wir sind die Herren der Welt
Die Könige auf dem Meer.
|: Tirallala, tirallala, :| hoi! hoi!
Wir sind die Herren der Welt
Die Könige auf dem Meer.
2. Zeigt sich ein Schiff auf dem Ozean,
So jubeln wir freudig und wild;
Unser stolzes Schiff schießt dem Pfeile gleich
Durch das brausende Wogengefild.
Der Kaufmann erzittert vor Angst und vor Weh,
Den Matrosen entsinket der Mut,
Und da steigt am schwankenden Mast
Unsre Flagge, so rot wie das Blut.
|:Tirallala, tirallala, :| hoi! hoi!
Und da steigt am schwankenden Mast
Unsre Flagge, so rot wie das Blut.
3. Wir stürzen uns auf das feindliche Schiff
Wie ein losgeschossener Pfeil.
Die Kanone donnert, die Muskete kracht,
Laut rasselt das Enterbeil,
Und die feindliche Flagge, schon sinkt sie herab.
Da ertönt unser Siegesgeschrei:
Hoch lebe das brausende Meer,
Hoch lebe die Seeräuberei!
|:Tirallala, tirallala, :| hoi! hoi!
Hoch lebe das brausende Meer,
Hoch lebe die Seeräuberei!
4. Und ist der letzte Schuß getan,
Ist die blutige Schlacht vorbei,
So lenken wir unsern morschen Kahn
In die Hölle frank und frei.
Und wenn es dem Teufel nicht gefällt,
Ei, so heizen wir selber uns ein.
Wir waren die Herren der Welt
Und wollen’s beim Teufel noch sein!
|:Tirallala, tirallala, :| hoi! hoi!
Wir waren die Herren der Welt
Und wollen’s beim Teufel noch sein.